# La Roque Saint-Christophe
La Roque Saint-Christophe est un escarpement calcaire long d'un kilomètre et haut de 80 à 100 mètres. Il est situé sur le territoire de la commune de Peyzac-le-Moustier, près des Eyzies, dans le département de la Dordogne, en France.

## Situation
La Roque Saint-Christophe est située au cœur de la vallée de la Vézère, à proximité de nombreux sites classés au Patrimoine mondial de l'UNESCO, à seulement 400 mètres environ de la grotte du Moustier, située sur la commune voisine de Saint-Léon-sur-Vézère.

## Description
La falaise calcaire est haute de 80 à 100 mètres. Au fil du temps, de nombreux abris-sous-roche et de longues terrasses ont été creusés sur cinq niveaux par la rivière et par le gel.
À mi-hauteur se trouve une terrasse naturelle de plus de 100 mètres de long, à laquelle on accède par un sentier et un escalier creusé dans la roche.
À sa base, cette falaise est percée d'abris naturels dont quelques-uns sont très vastes. Les parois sont criblées de trous artificiels d'époques différentes, destinés à recevoir les bois de charpente des habitations successives qui y ont été édifiées.

## Histoire
Ces cavités naturelles ont servi d'abris aux hommes de la Préhistoire, du Paléolithique supérieur à l'Âge du fer, puis d'habitat troglodytique et de refuge aux habitants de la région, du Moyen Âge jusqu'à la Renaissance, en particulier contre les raids vikings et pendant la guerre de Cent Ans. Les habitations, servant de refuge aux Huguenots, ont été détruites en 1588 pendant les guerres de religion.
Le préhistorien Denis Peyrony a mené des fouilles en 1912 et 1913 dans l'un des abris-sous-roche du pied de la falaise, qui ont livré une industrie lithique et osseuse du Paléolithique supérieur, des tessons de poterie du Néolithique et des vestiges de l'Âge du bronze et de l'Âge du fer.

## Tourisme
Parmi les sites naturels de la région Nouvelle-Aquitaine, la Roque Saint-Christophe se classait troisième en termes de fréquentation touristique en 2018 avec 153 217 visiteurs.
En 2022, le site a attiré environ 150 000 visiteurs, ce qui en fait le septième site touristique du département, ex æquo avec le parc du Bournat.

## Dans la littérature
Jean-Luc Marcastel situe une bataille en ce lieu dans son roman Louis le galoup.

## Galerie

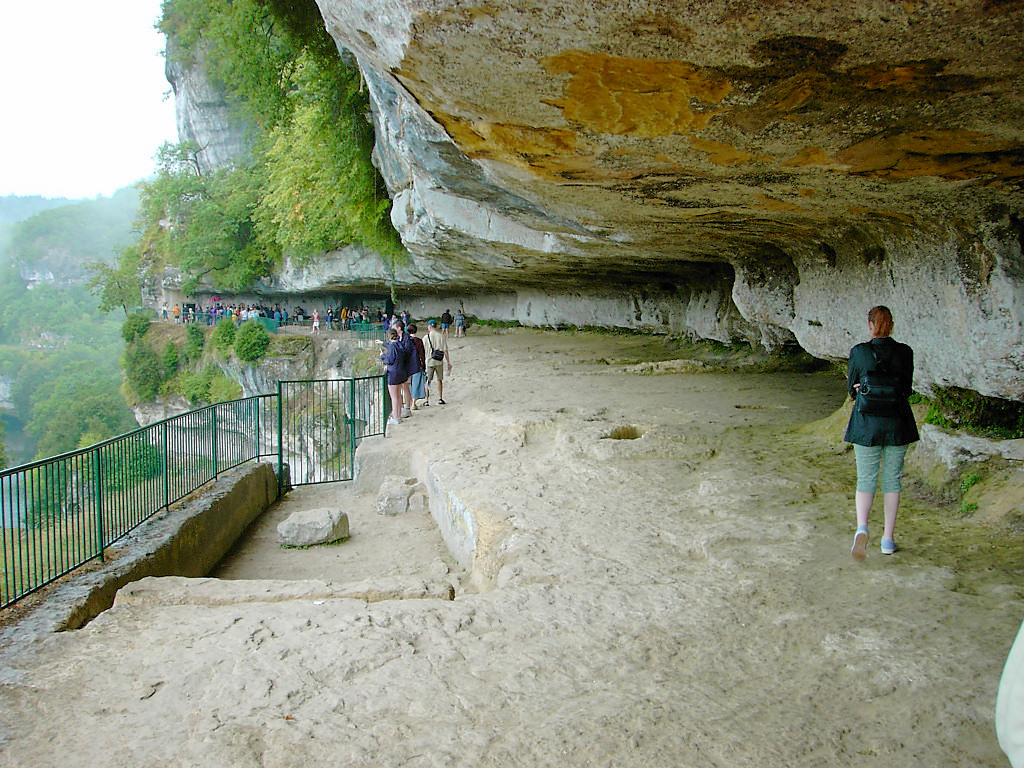
La terrasse principale.
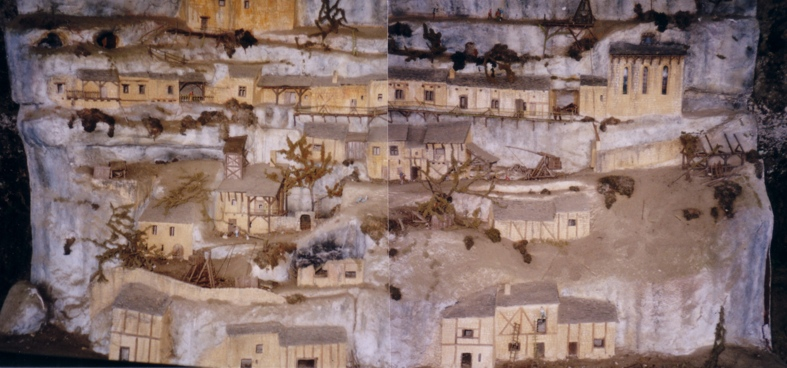
Maquette du village au Moyen Âge.
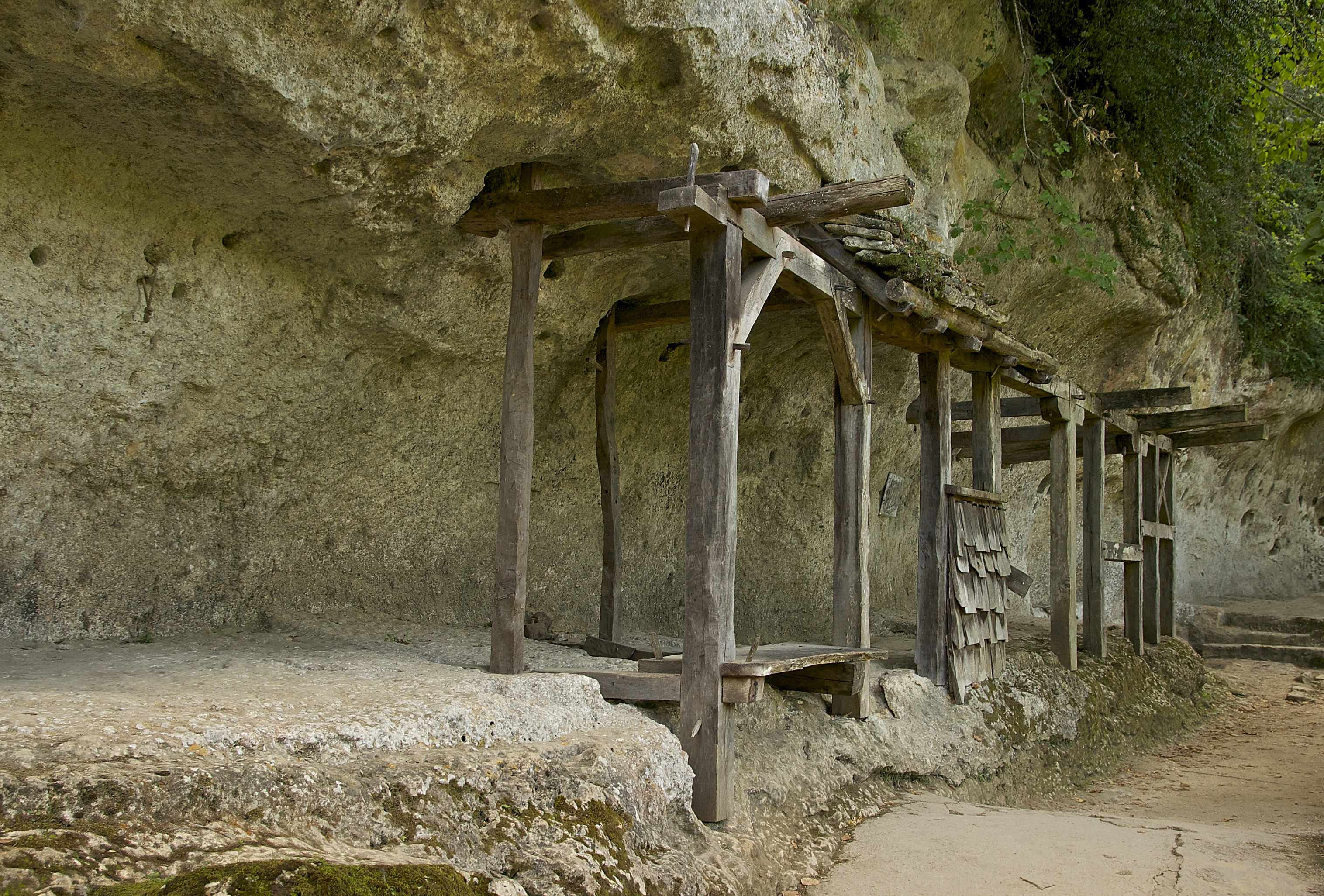
Fixation des poutres pour une maison dans la roche.
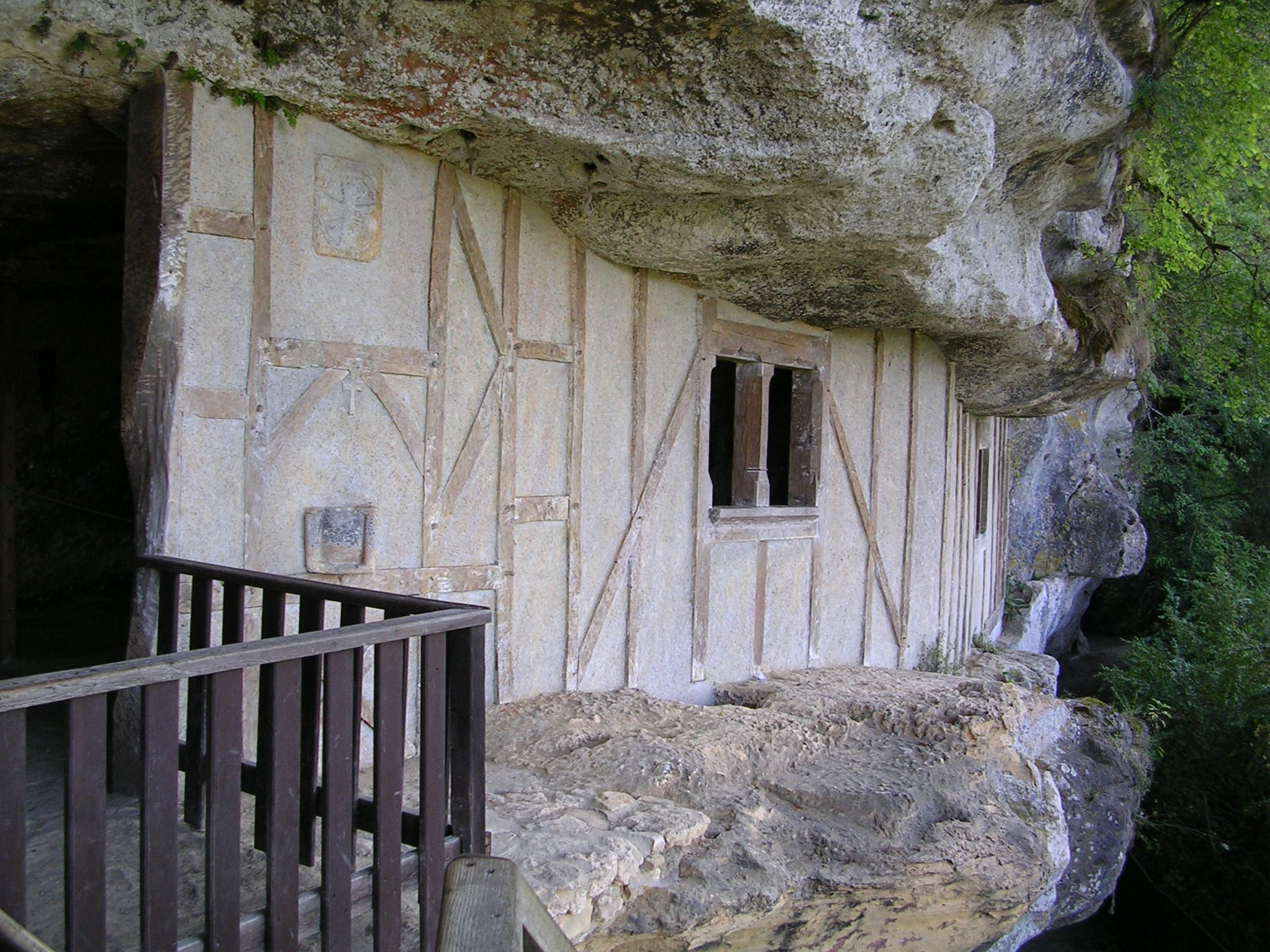
Abri sous roche aménagé.
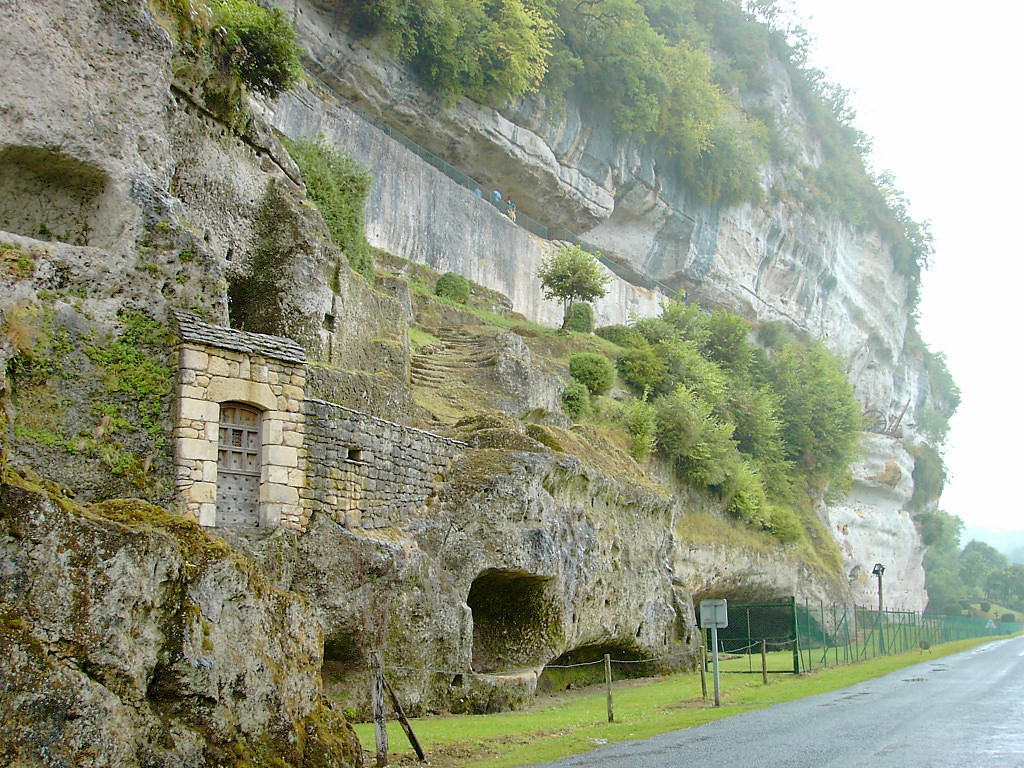
Vue depuis la route.
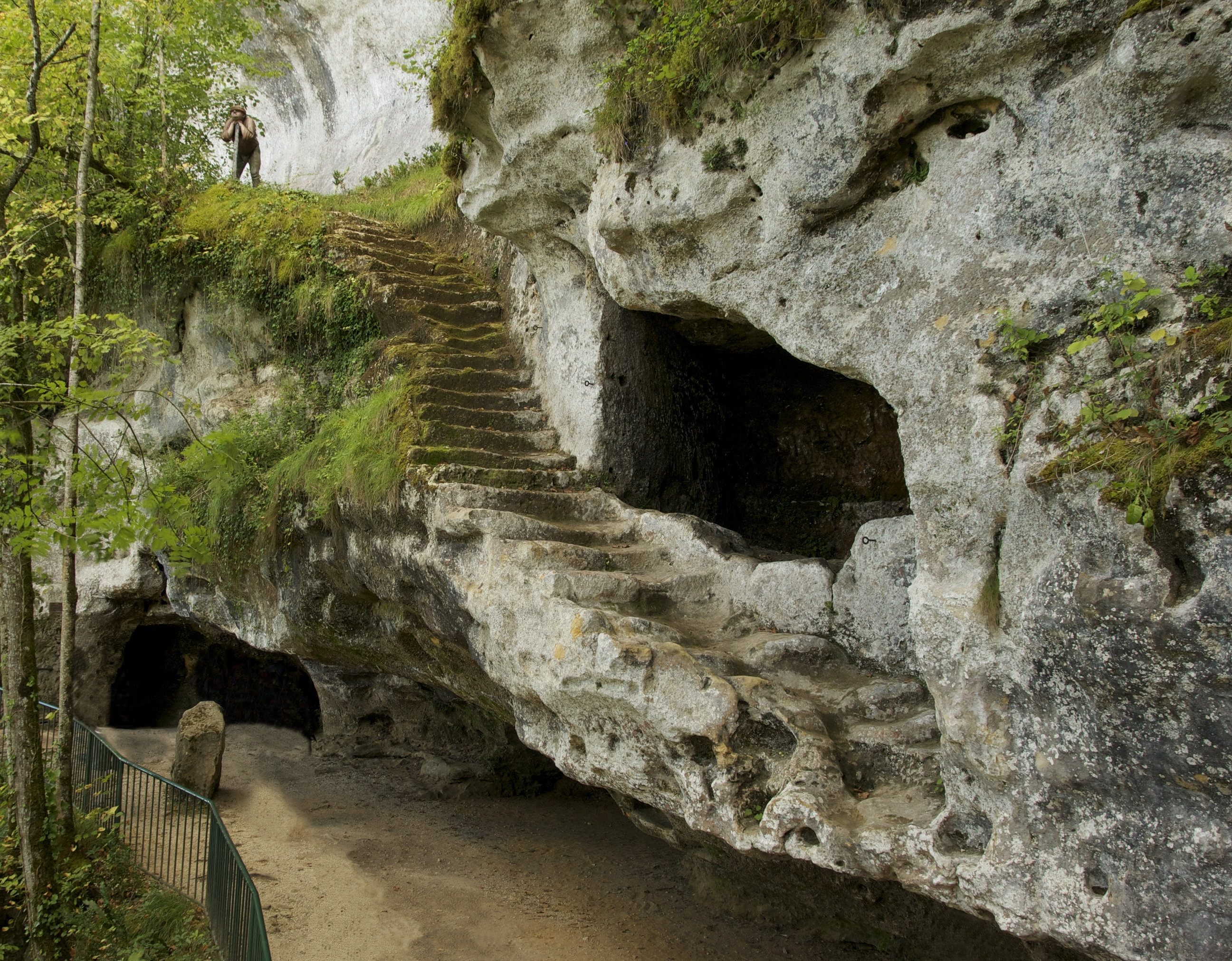
Grand escalier de 32 marches taillé dans la roche. Il mène à la cinquième terrasse .
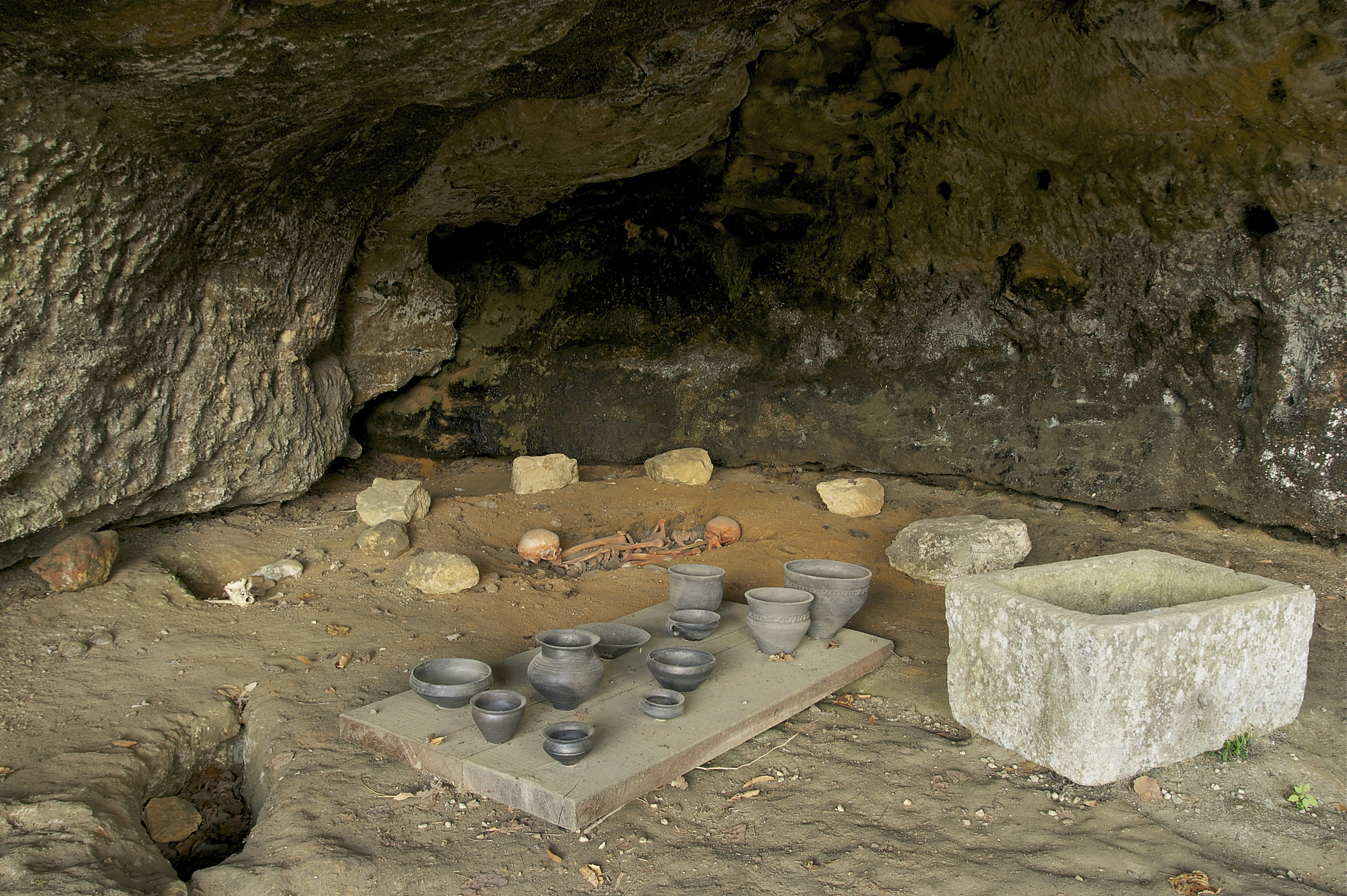
Double sépulture de l'Âge du bronze.
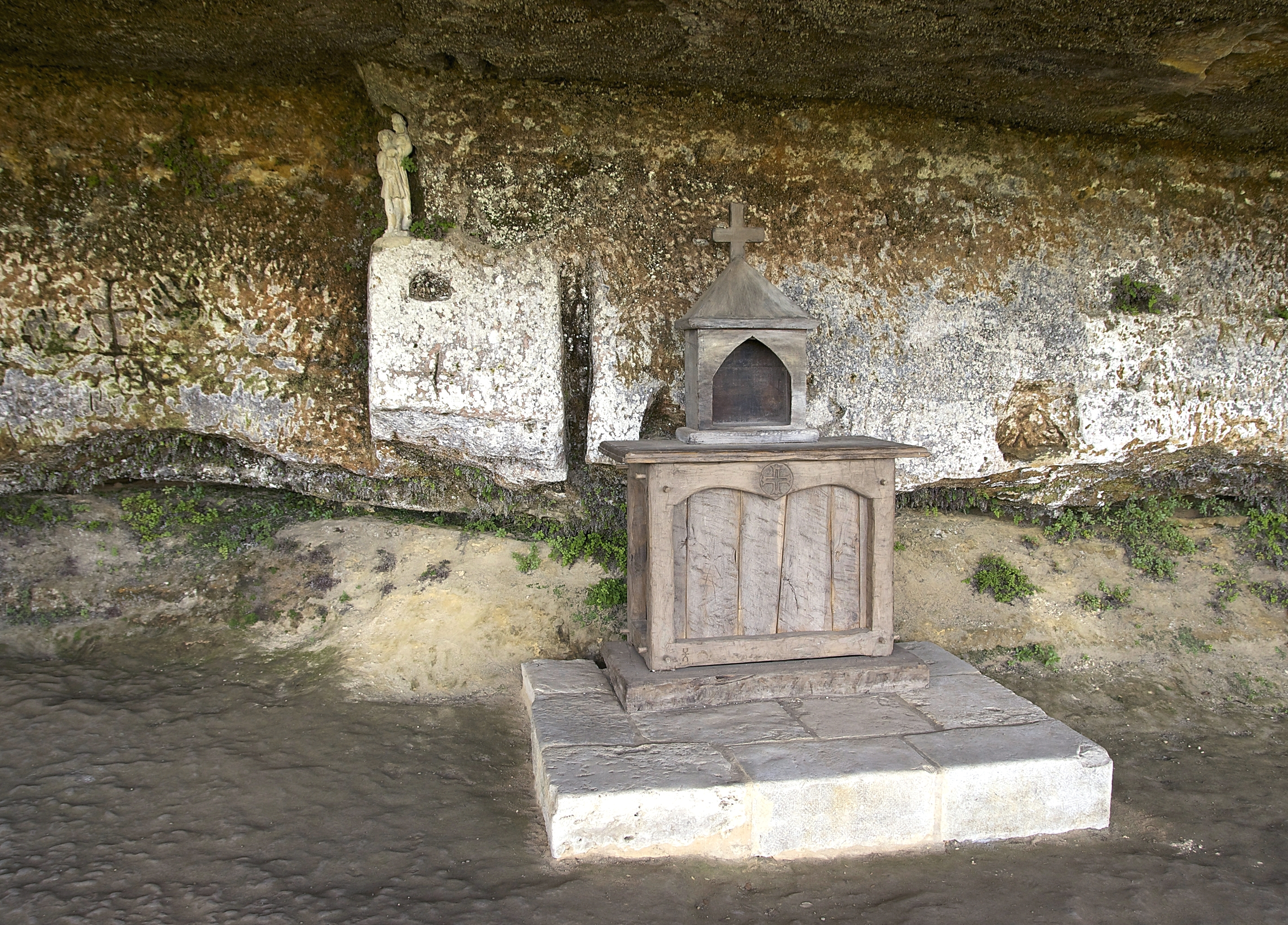
Église troglodyte.
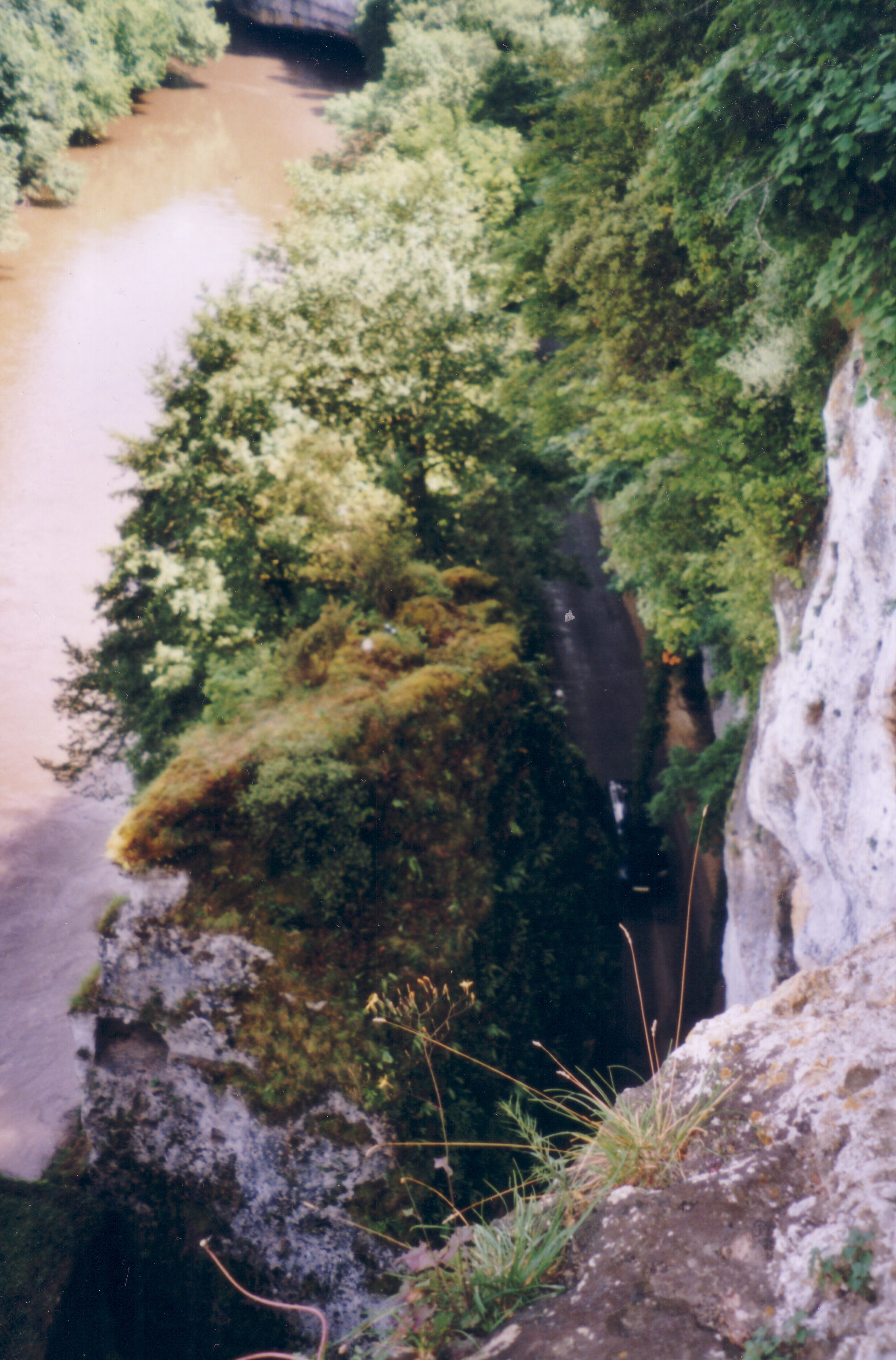
Vue sur le passage le plus étroit de la rue menant à l'unique accès du site.